# Pangrapta grisangula
Pangrapta grisangula är en fjärilsart som beskrevs av George Francis Hampson 1891. Pangrapta grisangula ingår i släktet Pangrapta och familjen nattflyn. Inga underarter finns listade i Catalogue of Life.